# Dichorda perpendiculata
Dichorda perpendiculata är en fjärilsart som beskrevs av W. Warren 1904. Dichorda perpendiculata ingår i släktet Dichorda och familjen mätare. Inga underarter finns listade i Catalogue of Life.